# Camila Coutinho
Camila Coutinho Valença (Recife, 2 de outubro de 1987) é uma celebridade da internet, designer de moda e empresária brasileira.
Primeira blogueira de moda do Brasil, Camila Coutinho teve o seu site "Garotas Estúpidas" eleito o quarto blog de moda mais influente do mundo em 2013.
Foi a primeira influenciadora digital brasileira a fazer parte do casting da renomada agência The Society Management, divisão de Nova Iorque da Elite World que cuida da carreira de personalidades como Kendall Jenner e Willow Smith.

## Biografia e carreira
Camila Coutinho Valença nasceu no dia 2 de outubro de 1987 na cidade do Recife, capital de Pernambuco. Em 2006, criou o blog de moda "Garotas Estúpidas", que logo se tornou um dos mais influentes do mundo de acordo com o ranking Signature 9. Em 2014, foi convidada para fazer participação no clipe da música "Lips Are Movin" da cantora estadunidense Meghan Trainor. Camila Coutinho mantém páginas populares em sites e redes sociais como o Instagram e o Youtube. O seu canal no Youtube possui quadros bastante visualizados, como o "De Carona", onde já entrevistou personalidades como Gisele Bündchen, Kaya Scodelario, Bruna Marquezine, Marina Ruy Barbosa, Anitta, dentre outras, e o "CamieVicTake", no qual mostra algumas de suas viagens pelo mundo ao lado da amiga e editora de beleza da Vogue Brasil Victoria Ceridono.